# Amber Ferreira
Amber Ferreira (* 28. April 1982 als Amber Cullen) ist eine US-amerikanische Ausdauer-Sportlerin, Triathletin und Ironman-Siegerin (2014).

## Werdegang
Amber Ferreira war im Schneeschuhlaufen, im Laufsport sowie im Triathlon aktiv.
2012 wurde sie Vize-Weltmeisterin im Schneeschuhlauf und im März 2014 holte sie sich zum zweiten Mal nach 2010 den Titel der US-amerikanischen Meisterin.
Im Juli 2014 gewann sie bei ihrem elften Start auf der Triathlon-Langdistanz (3,86 km Schwimmen, 180,2 km Radfahren und 42,195 km Laufen) den Ironman USA in Lake Placid. Damit qualifizierte sie sich für einen Startplatz beim Ironman Hawaii, wo sie im Oktober den 21. Rang belegte.

### Privates
Sie lebt mit ihrem Mann  in Concord (New Hampshire).
Seit August 2021 ist sie Mutter einer Tochter.

## Sportliche Erfolge
| Datum/Jahr    | Rang | Wettbewerb                       | Austragungsort       | Zeit     | Bemerkung |
| ------------- | ---- | -------------------------------- | -------------------- | -------- | --------- |
| Juni 2022     | 2    | Ironman 70.3 Mont-Tremblant      | Mont-Tremblant       | 04:28:36 |           |
| 7. Sep. 2019  | DNF  | Ironman 70.3 World Championships | Nizza                | –        |           |
| 25. Juni 2017 | 5    | Ironman 70.3 Mont-Tremblant      | Mont-Tremblant       | 04:30:03 |           |
| 10. Apr. 2016 | 10   | Ironman 70.3 Texas               | Galveston Island     | 04:23:59 |           |
| 18. Aug. 2013 | 3    | Ironman 70.3 Timberman           | New Hampshire        | 04:26:54 |           |
| 9. Juni 2013  | 3    | Eagleman Ironman 70.3            | Cambridge (Maryland) |          |           |

| Datum/Jahr    | Rang | Wettbewerb             | Austragungsort | Zeit     | Bemerkung                   |
| ------------- | ---- | ---------------------- | -------------- | -------- | --------------------------- |
| 15. Okt. 2017 | 63   | Ironman Louisville     | Louisville     | 11:09:50 |                             |
| 26. Juni 2016 | 4    | Ironman Austria        | Klagenfurt     | 09:34:51 | [ 2 ]                       |
| 28. Juni 2015 | 4    | Ironman Coeur d’Alene  | Idaho          |          |                             |
| 29. März 2015 | 14   | Ironman South Africa   | Port Elizabeth |          |                             |
| 11. Okt. 2014 | 21   | Ironman Hawaii         | Hawaii         | 09:45:41 | Ironman World Championships |
| 17. Aug. 2014 | 2    | Ironman Mont-Tremblant | Québec         | 09:43:46 |                             |
| 27. Juli 2014 | 1    | Ironman USA            | Lake Placid    | 09:31:28 |                             |
| 17. Mai 2014  | 3    | Ironman Texas          | The Woodlands  |          |                             |

| Datum/Jahr   | Rang | Wettbewerb                 | Austragungsort | Zeit     | Bemerkung                                                              |
| ------------ | ---- | -------------------------- | -------------- | -------- | ---------------------------------------------------------------------- |
| 8. März 2014 | 9    | ITU Winter Triathlon Event | Québec         | 01:27:39 | 5 km Schneeschuhlaufen, 12 km Speed Skating und 8 km Cross Country Ski |

| Datum/Jahr    | Rang | Wettbewerb                                   | Austragungsort     | Zeit     | Bemerkung                                                      |
| ------------- | ---- | -------------------------------------------- | ------------------ | -------- | -------------------------------------------------------------- |
| 2014          | 1    | United States National Snowshoe Championship | Vereinigte Staaten | 51:31    |                                                                |
| 11. März 2012 | 2    | World Snowshoe Championships                 | Québec City        | 57:41    | Vize-Weltmeisterin hinter der Italienerin Maria Grazia Roberti |
| März 2010     | 1    | United States National Snowshoe Championship | Vereinigte Staaten | 54:46,01 | [ 4 ]                                                          |

(DNF – Did Not Finish)